# جون ك. بوش
جون ك. بوش (بالإنجليزية: John K. Bush)‏ هو مدون وقاضي أمريكي، ولد في 24 أغسطس 1964 في هت سبرينغز في الولايات المتحدة.